# Mostarda de Dijon

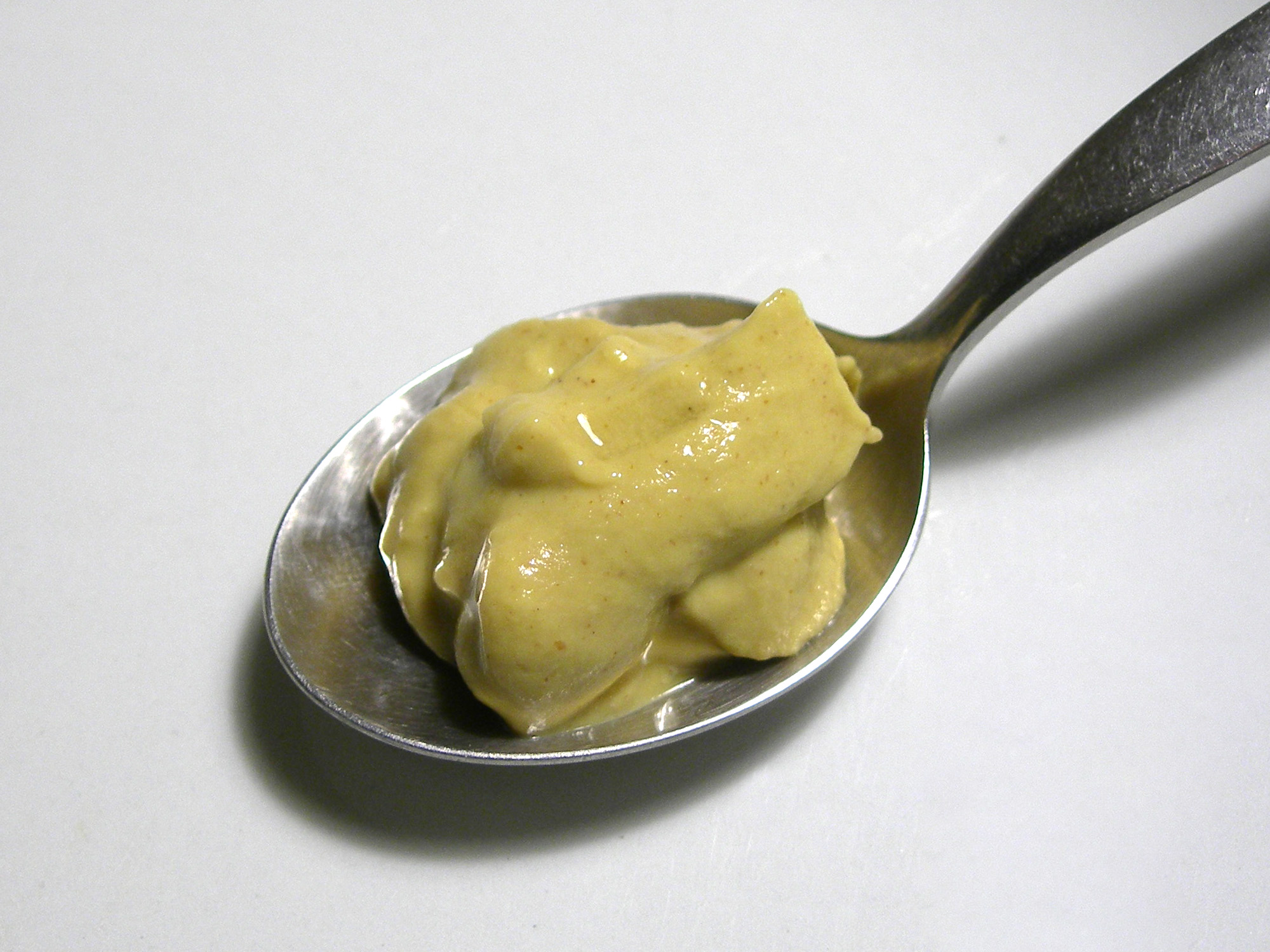
A mostarda de Dijon.

A mostarda de Dijon é uma variedade de mostarda forte muito usada na culinária francesa. Ela é feita a partir de grãos de mostarda, vinagre, sal e ácido cítrico. Ela acompanha todas as carnes e entra na composição da maionese.
O nome "mostarda de Dijon" não é uma denominação de origem controlada. A receita da mostarda é encontrada na cidade de Dijon desde o século XVIII. Existem variações na receita da mostarda de Dijon, sendo a mais comum a combinação com o estragão. A mostarda de Dijon responde por 90% da produção francesa de mostarda.
Na cidade de Dijon, as marcas mais conhecidas da mostarda típica da região são Maille e Amora. Fabricantes tradicionais de condimentos, as empresas Maille e Amora pertenceram à Danone até 1997 – elas haviam sido reunidas em 1996 por uma fusão, que criou a Liebig Maille Amora (LMA). A LMA foi vendida ao grupo financeiro Paribas em 1997; as operações das empresas Maille e Amora foram revendidas à multinacional de alimentos anglo-neerlandesa Unilever em 2000.